# Caldereta de langosta

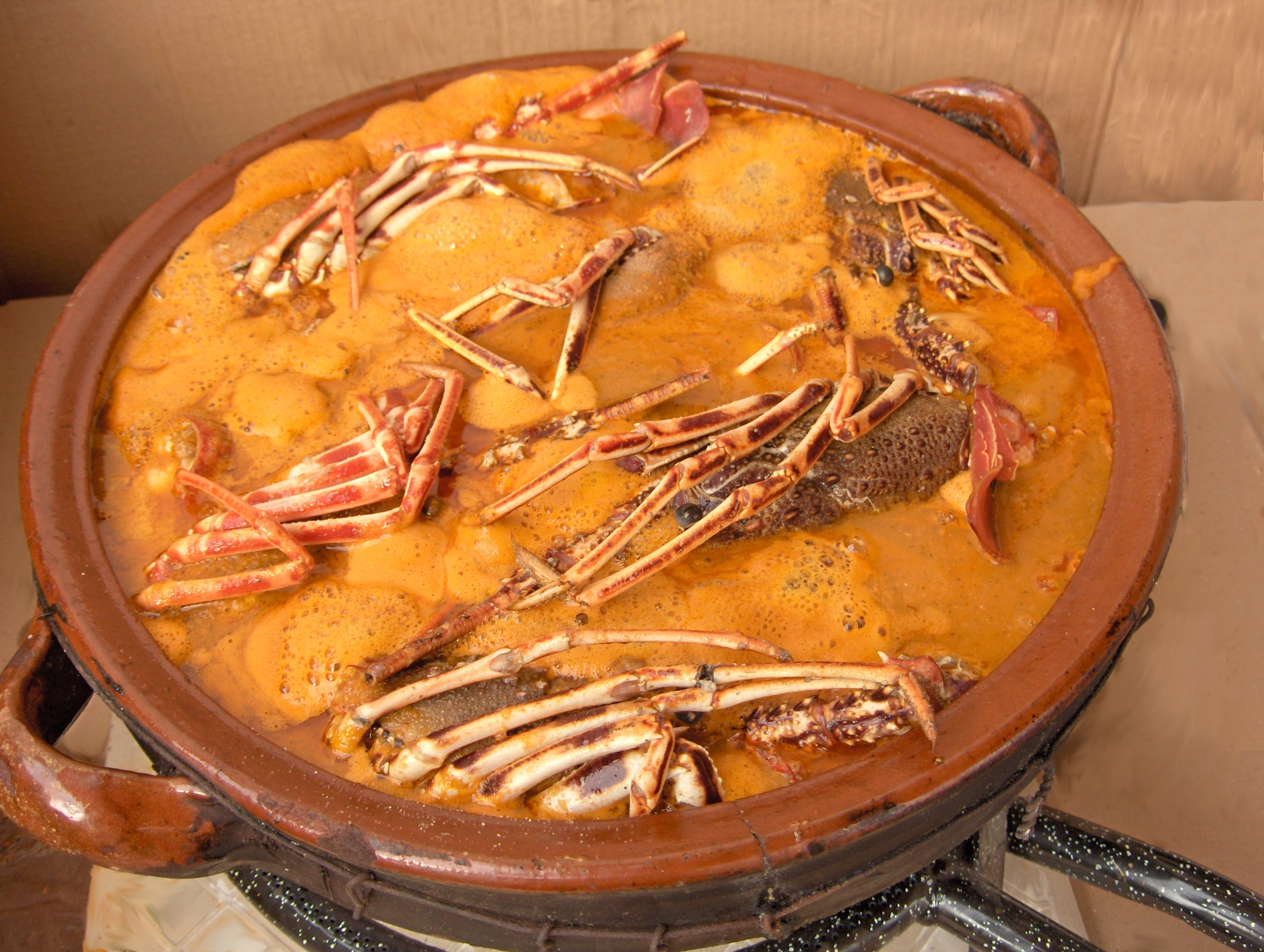
Caldereta de langosta.

La caldera de langosta, más conocida como caldereta de langosta debido a una corruptela lingüística que empezó a producirse a partir de los años 1960, es el plato típico de Menorca, que es una de las Islas Baleares, en España.

## Preparación
Sobre un fondo de sofrito de cebolla, tomate, ajo y perejil se añade la langosta troceada y se cuece a fuego vivo. Se sirve con unas finísimas rebanadas de pan seco, que son también habituales en las sopas menorquinas.